# Ian Stark
Ian David Stark (22 febbraio 1954) è un cavaliere britannico.

## Palmarès

### Olimpiadi
- 4 medaglie:
  - 4 argenti (Los Angeles 1984 nel concorso completo a squadre; Seul 1988 nel concorso completo individuale; Seul 1988 nel concorso completo a squadre; Sydney 2000 nel concorso completo a squadre)

### Mondiali
- 3 medaglie:
  - 1 oro (Gawler 1986 nel concorso completo a squadre)
  - 2 argenti (Stoccolma 1990 nel concorso completo individuale; Stoccolma 1990 nel concorso completo a squadre)

### Europei
- 9 medaglie:
  - 7 ori (Burghley 1985 nel concorso completo a squadre; Luhmuhlen 1987 nel concorso completo a squadre; Burghley 1989 nel concorso completo a squadre; Punchestown 1991 nel concorso completo individuale; Punchestown 1991 nel concorso completo a squadre; Burghley 1997 nel concorso completo a squadre; Luhmuhlen 1999 nel concorso completo a squadre)
  - 1 argento (Luhmuhlen 1987 nel concorso completo individuale)
  - 1 bronzo (Burghley 1985 nel concorso completo individuale)